# Alció de Java
L'alció de Java (Halcyon cyanoventris) és una espècie d'ocell de la família dels alcedínids (Alcedinidae) que habita corrents fluvials i aiguamolls de Java i Bali.